# Hydrozoa
Gli Idrozoi (Hydrozoa Owen, 1843) sono un tipo di invertebrati appartenenti al phylum Cnidaria. La classe comprende circa 3 500 specie (per molti aspetti da considerarsi gli cnidari più primitivi), tutte marine a eccezione di quelle dell'ordine Hydroida, che vivono in acqua dolce.

## Descrizione
Sono caratterizzati dalla presenza di cnidociti solo sull'epiderma, gonadi anch'esse solo sull'epiderma (nei rappresentanti più primitivi sono singole cellule epidermiche a produrre i gameti), mesoglea non cellularizzata e di norma poco spessa, celenteron semplice che non dà luogo ad invaginazioni-evaginazioni, dimensioni quasi sempre ridotte dei singoli individui.
Possono essere animali solitari o coloniali, di solito sono in forma di polipo o medusa. Hanno cavità gastro-ventricolari tipiche dei polipi.
L'idropolipo ha mesoglea assai sottile e celenteron semplice sacciforme, e la bocca si apre all'apice di un conetto detto ipostoma.
L'idromedusa è caratterizzata da mesoglea poco più spessa, velum (una plica di epiderma che parte dalla subombrella quasi a livello del margine dell'ombrella e si porta verso il manubrio) e celenteron costituito da una camera centrale detta "stomaco" da cui si dipartono quattro canali radiali che confluiscono in un grande canale anulare che decorre in prossimità del margine dell'ombrella; questa organizzazione del celenteron non è data da evaginazioni che formerebbero i canali radiali ed il canale anulare, bensì da un "crollo" della parete superiore dello stesso, che si accolla a quella inferiore, fra i canali radiali, lasciando pervi soltanto questi ultimi ed il canale anulare; infatti negli spazi interradiali si trova un doppio strato di gastroderma.
Un tipico rappresentante di questa classe è l'idra d'acqua dolce (Chlorohydra viridissima).

## Ciclo vitale
Il ciclo vitale degli idrozoi ha in generale i due stadi: polipo (asessuati e bentonici) e medusa (sessuati e liberamente natanti), con una prevalenza dello stadio polipoide dato che in alcuni taxa, il ciclo vitale si riduce alla sola forma polipoide.
L'idrozoo nasce da un uovo che, dopo la fecondazione, si divide per segmentazione radiale in una planula, larva ciliata e planctonica che si fissa al fondo marino. La planula si metamorfosa quindi in polipo dal quale, per riproduzione asessuata, nascono giovani meduse dette efire che crescono poi fino a raggiungere lo stadio di medusa adulta. Le meduse, provviste di ammassi di gameti, si riproducono sessualmente, dando di nuovo inizio al ciclo.
Alcuni gruppi fra gli Hydrozoa non possiedono tutte le fasi. In alcune specie (come l'Idra ad esempio) la fase medusoide è molto ridotta oppure manca totalmente e sono i polipi a produrre i gameti. In altri casi (come per le Trachymedusae) è la fase polipoide ad essere assente e, a partire da una planula, si forma una larva actinula, la quale subirà la metamorfosi fino a convertirsi in una medusa adulta.

## Colonie

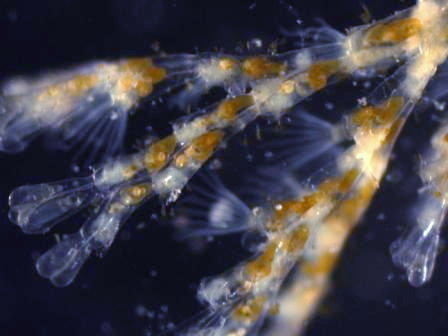
Colonia di idrozoi al microscopio.

Gli idropolipi sono coloniali, con alcune eccezioni fra cui l'Idra d'acqua dolce. Le colonie di polipi si costituiscono per gemmazione attorno ad un polipo fondatore, dove ogni polipo cresce con una bocca ed una corona di tentacoli. In una colonia di idrozoi, l'ectoderma, la mesoglea, il gastroderma e la cavità gastrovascolare di ogni polipo sono tutte interconnesse con gli altri elementi della colonia.
Tutte le colonie di idrozoi sono almeno dimorfiche e molte sono polimorfiche, il che vuol dire che sono costituite da due o più tipi diversi di individui, con funzioni e morfologie distinte. I tipi principali sono:
- Gastrozoidi o trofozoidi. È il tipo più numeroso di individuo coloniale. Ricorda una corta idra e la sua funzione è quella di catturare ed ingerire le prede, nutrendo così la colonia intera. L'alimento principale della colonia è costituito da zooplancton. Una prima digestione extracellulare avviene all'interno del gastrozoide ed il prodotto di tale digestione passa nella cavità gastrovascolare comune della colonia. Lì avviene una digestione intracellulare, nella quale le particelle semidigerite di cibo vengono fagocitate dalle cellule della parete della cavità gastrovascolare comune.
- Dactilozoidi. Sono polipi difensivi, senza bocca e che si dispongono attorno ai gastrozoidi. Assumono molte forme diverse, anche se la più frequente è quella di un conglomerato di cnidociti.
- Gonozoidi, gonofori o medusoidi. Tutte le colonie di idrozoi hanno individui specializzati nella riproduzione.  La forma e la localizzazione dei gonozoidi varia molto da colonia a colonia, però tutti sviluppano meduse: dall'apice del gonozoide si formano, asessualmente, gemme medusoidi che possono essere liberate in acqua una volta che sono completamente formate oppure trattenute nel gonozoide.

## Tassonomia
Si forniscono di seguito altri ordinamenti tassonomici usati da alcune fonti.
Ordinamento in quattro ordini
È un ordinamento più tradizionale, basato su quattro ordini:
- Ordine Chondrophora
- Ordine Hydroida
- Ordine Trachylida
- Ordine Siphonophora

Ordinamento in sei ordini
Un ulteriore sistema di ordinamento è quello in otto ordini:
- Ordine Actinulida
- Ordine Anthoathecata
- Ordine Laingiomedusae
- Ordine Leptothecata
- Ordine Limnomedusae
- Ordine Narcomedusae
- Ordine Siphonophora
- Ordine Trachymedusae

Ordinamento in sette ordini
Secondo il Catalogue of Life, WoRMS e ITIS, la classe Idrozoa comprende sette ordini principali:
- Ordine Actinulida
- Ordine Anthoathecata
- Ordine Leptothecata
- Ordine Limnomedusae
- Ordine Narcomedusae
- Ordine Siphonophora
- Ordine Trachymedusae

La classificazione tassonomica degli Hydrozoa è ancora in evoluzione e molto variabile in funzione dei vari autori.
Basato su due sottoclassi principali, l'ordinamento World Register of Marine Species e Integrated Taxonomic Information System separa le Leptolinae (Hydroidolina), con una fase polipoide preponderante ed una medusoide, dalle Trachylinae, con una fase polipoide quasi del tutto assente:
- Sottoclasse Hydroidolina
  - Ordine Anthoathecata
  - Ordine Leptothecata
  - Ordine Siphonophora
- Sottoclasse Trachylinae
  - Ordine Actinulida
  - Ordine Limnomedusae
  - Ordine Narcomedusae
  - Ordine Trachymedusae

### Alcune specie
Gli Idrozoi hanno generalmente forma di polipo. Le specie più conosciute sono:
- L'idra (Hydra viridis), un feroce polipetto d'acqua dolce;
- La velella (Velella velella), colonia galleggiante a forma di dischetto ovale, del diametro di 4-7 cm, sormontato da una cresta verticale che sembra una vela di un minuscolo scafo (da cui appunto il nome "velella"), mentre al di sotto, immersi nell'acqua, sporgono degli zoidi urticanti allungati a mo' di tentacoli;
- La fisalia o Vascello Portoghese (Physalia physalis), colonia galleggiante a forma di vescicola allungata (questa vescicola può contenere anche 500 cm³ d'aria e da essa pendono filamenti molto urticanti, destinati a catturare prede, lunghi persino 10 m; se un bagnante li urta prova un bruciore e un dolore tanto atroci da correre il rischio di rimanere paralizzato e quindi di annegare).
- La Turritopsis nutricula, comunemente nota come medusa immortale, è un idrozoo della famiglia Oceanidae in grado di tornare allo stato di polipo dopo aver raggiunto la fase di medusa adulta. È l'unico animale conosciuto in grado di tornare completamente ad una fase coloniale sessualmente immatura, dopo aver raggiunto la maturità sessuale come individuo solitario.

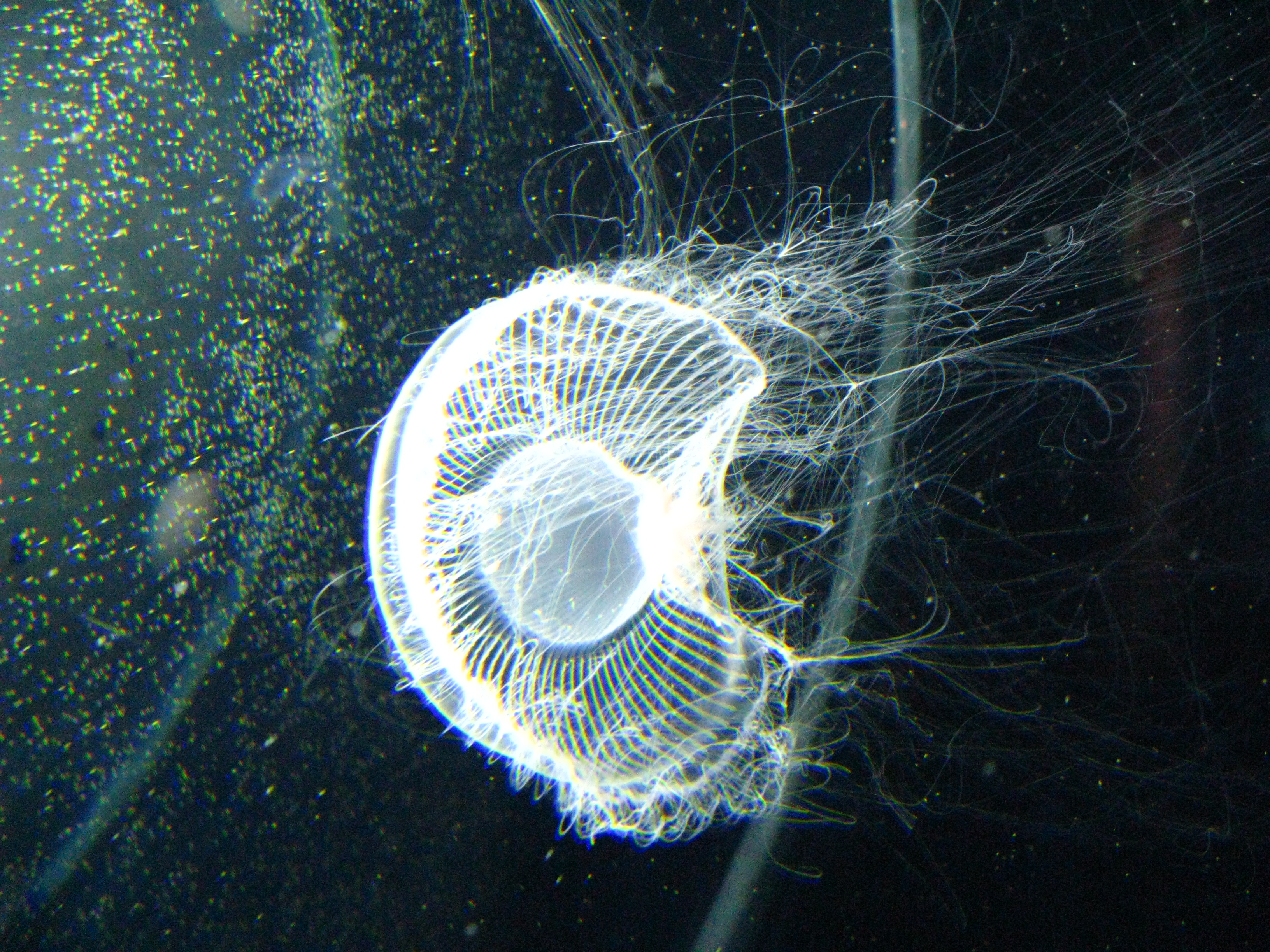
Aequorea coerulescens
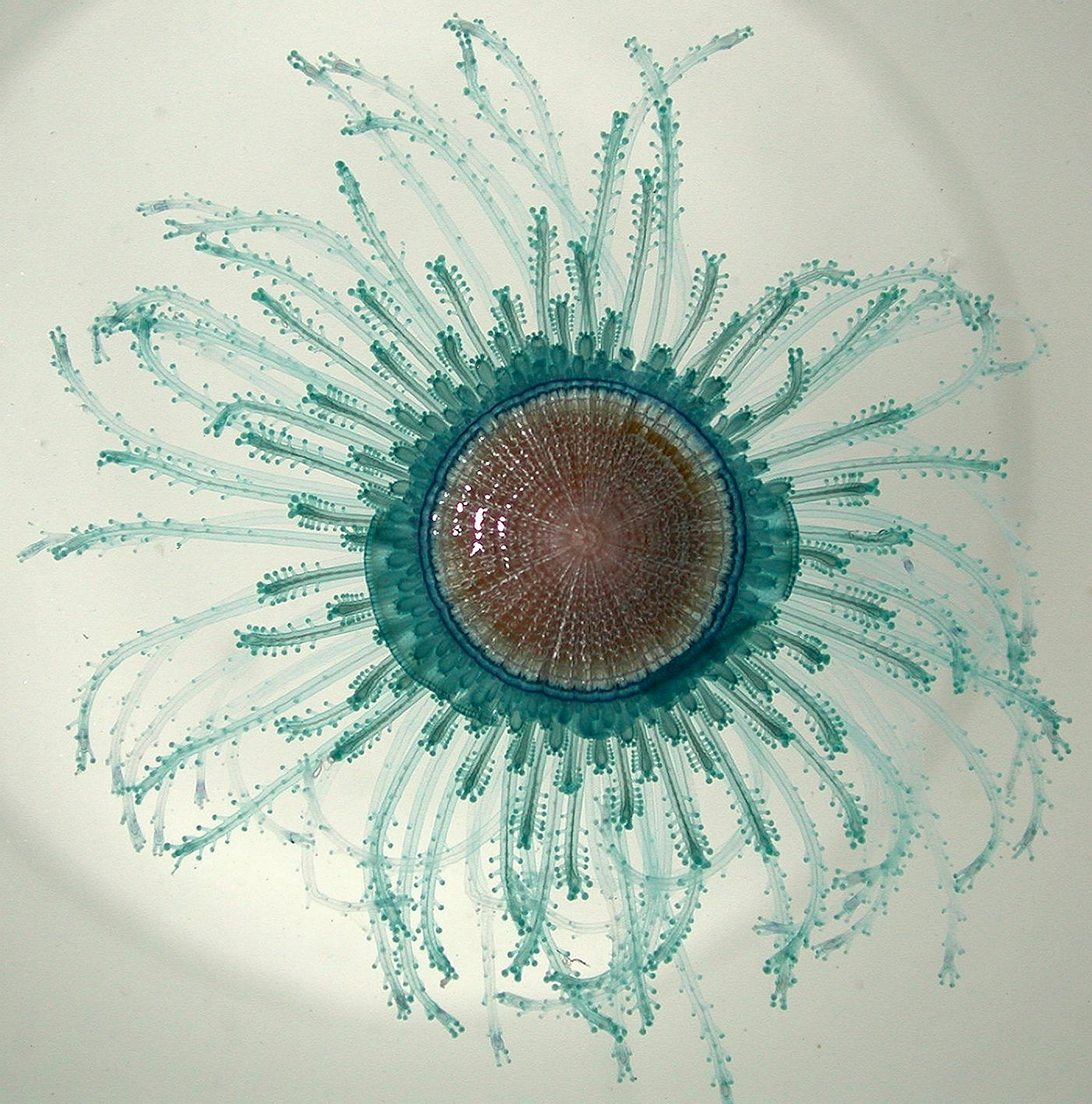
Porpita porpita
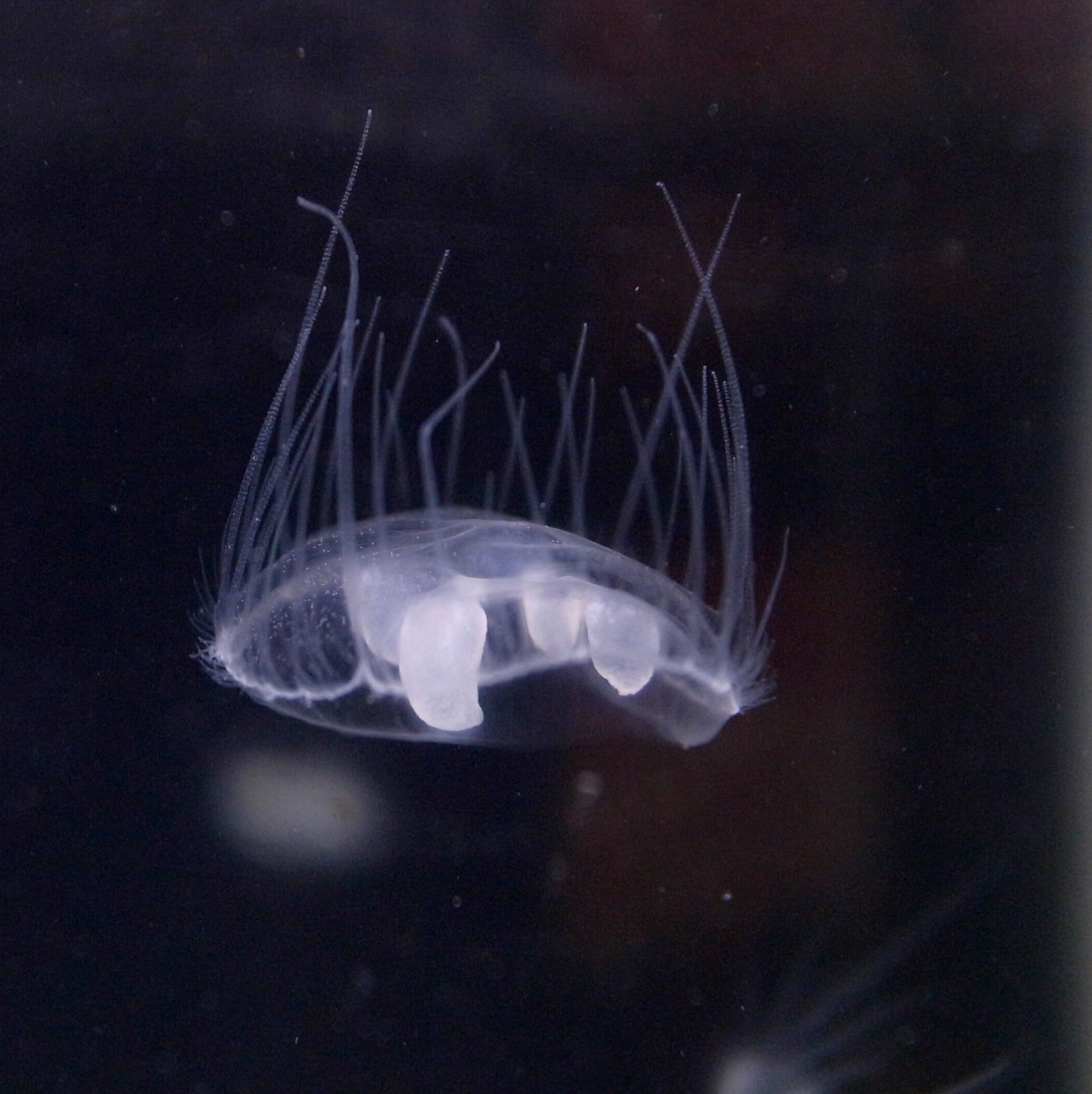
Craspedacusta sowerbyi
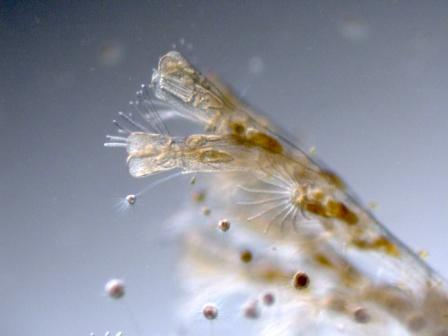
Colonia di polipi
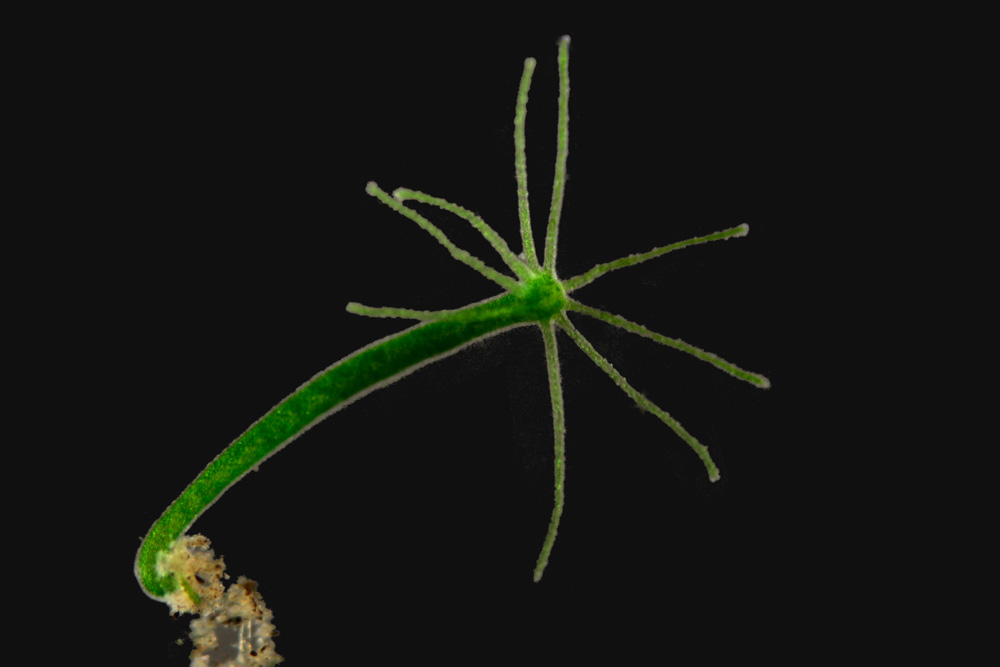
Hydra viridissima
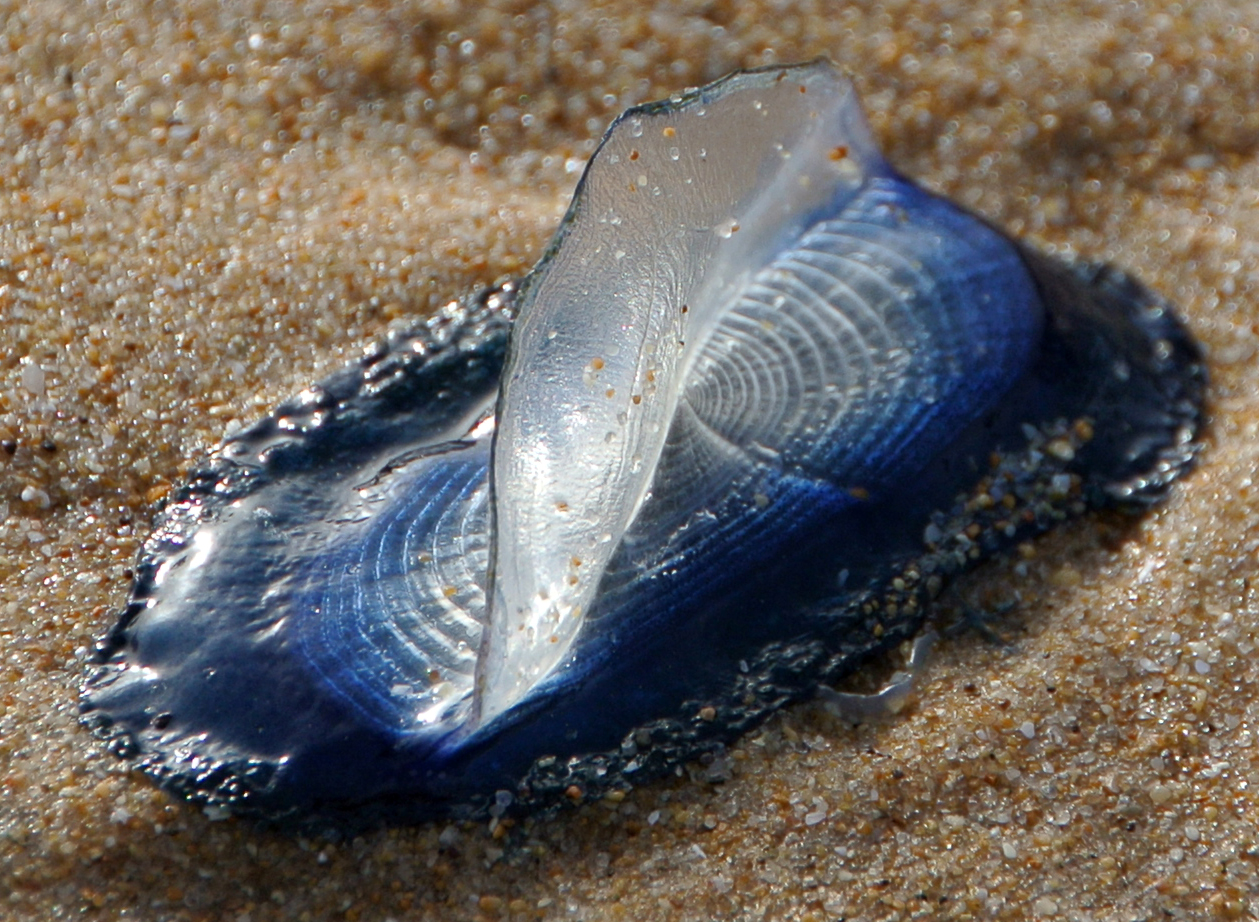
Velella velella